# Poemen
Abba Poemen o Padre Poemen (in greco: Ὁ Ἅγιος Ποιμήν; ποιμήν poimhn cioè "pastore") (Egitto, 340 circa – Wadi El Natrun, 450 circa) è stato un monaco cristiano egiziano.
Era un padre del deserto, il più citato negli Apophthegmata Patrum (i Detti dei padri del deserto).
Abba Poemen è stato citato spesso per il suo ruolo di guida spirituale, riflesso nel nome Poeme ("pastore") piuttosto che per il suo ascetismo. È considerato un santo nel cristianesimo orientale. La sua festa è il 27 agosto nel calendario giuliano (9 settembre in quello gregoriano).